# Geplak
Geplak is een bestuurslaag in het regentschap Magetan van de provincie Oost-Java, Indonesië. Geplak telt 1366 inwoners (volkstelling 2010).